# Nicolò Tresoldi
Nicolò Tresoldi (Cagliari, 20 augustus 2004) is een Duitse voetballer met zowel Italiaanse als Argentijnse roots die doorgaans als centrumspits speelt. In juli 2022 debuteerde hij namens Hannover 96 in de Duitse 2. Bundesliga in het betaald voetbal. Sinds juli 2025 staat hij onder contract bij het Belgische Club Brugge. 

## Clubloopbaan

### Jeugd
Op 13-jarige leeftijd sloot hij zich aan bij de jeugdopleiding van Hannover 96. Daar doorliep hij de verschillende jeugdelftallen in de onderbouw, en op 19 november 2019 maakte hij zijn debuut in de onder-17. Tijdens de uitwedstrijd tegen de leeftijdsgenoten van Chemnitzer FC kwam hij in de 74e minuut binnen de lijnen. Bijna een jaar later volgde zijn eerste optreden als B-junior in de onder-19, opnieuw tegen Chemnitzer FC. In de met 1–6 gewonnen uitwedstrijd scoorde hij in de 21e minuut de 0–3. Kort daarna werd de competitie stilgelegd vanwege coronamaatregelen. In het seizoen 2021/22 maakte hij definitief deel uit van de selectie van de onder-19, waarin hij in twintig wedstrijden acht doelpunten maakte. Op 12 februari 2023 speelde hij tegen Viktoria Berlin zijn laatste wedstrijd in de jeugdopleiding.

### Hannover 96
Op 4 februari 2022 werd hij door trainer Christoph Dabrowski voor het eerst bij de eerste selectie gehaald tijdens de uitwedstrijd tegen 1. FC Heidenheim 1846 . In de met 3–1 verloren wedstrijd in de Voith-Arena bleef hij echter op de bank. Enkele weken later, op 11 maart, maakte hij zijn debuut bij de senioren in het tweede elftal van Hannover 96 tijdens de thuiswedstrijd tegen Holstein Kiel II. In het met 1–2 verloren duel viel hij in de 58e minuut in. Zijn officiële debuut in het betaald voetbal volgde op 15 juli 2022 in de 2. Bundesliga. Tijdens de openingswedstrijd van het seizoen tegen 1. FC Kaiserslautern bracht de nieuwe hoofdtrainerStefan Leitl hem in de 88e minuut binnen de lijnen voor Maximilian Beier. Kort daarna ondertekende hij zijn eerste profcontract, dat hem tot medio 2025 aan de club uit Nedersaksen bond. Twee dagen later werd deze verbintenis met nog een jaar verlengd.
In zijn eerste seizoen (2022/23) bij de hoofdmacht van Hannover 96 slaagde hij er nog niet in om een vaste basisspeler te worden; hij kwam tot zes basisplaatsen. In de openingswedstrijd van het daaropvolgende seizoen (2023/24) tegen SV Elversberg kreeg hij opnieuw een kans in de basis. Bij een 0–2 achterstand gaf hij de assist op Cedric Teuchert voor de aansluitingstreffer. In de 54e minuut bekroonde hij zijn optreden door zelf de 2–2 binnen te schieten na een voorzet van Jannik Dehm, zijn eerste doelpunt in het profvoetbal. Gedurende het seizoen groeide zijn rol onder trainer Stefan Leitl, die hem in 24 wedstrijden een basisplaats gunde. Hij beloonde dat vertrouwen met zeven doelpunten. In zijn derde seizoen (2024/25) was hij uitgegroeid tot een vaste waarde in de voorhoede, waar hij een aanvalskoppel vormde met Jessic Ngankam. Hij kende een sterke seizoenstart, met een doelpunt en een assist in de met 2–0 gewonnen openingswedstrijd tegen SSV Jahn Regensburg: in de 11e minuut opende hij zelf de score en in de 23e minuut gaf hij de voorzet waaruit Jannik Dehm de 2–0 maakte. Hij sloot het seizoen af met zeven doelpunten en een achtste plaats in de 2. Bundesliga. Zijn sterke prestaties wekten de interesse van buitenlandse clubs, waarna hij aan het einde van het seizoen de overstap maakte naar Club Brugge, uitkomend op het hoogste niveau in België.

### Club Brugge
Op 7 juni 2025 kwam Tresoldi over van Hannover 96. Zijn transfersom bedroeg naar verluidt zo'n 6 miljoen euro. Hij tekende een contract tot 2029 bij Club Brugge, waar hij met rugnummer 7 zal spelen. Op 27 juli 2025 maakte Tresoldi zijn officiële debuut voor Club Brugge in de strijd om de Belgische Supercup tegen Union Sint-Gillis. In het met 2-1 gewonnen duel werd hij acht minuten voor tijd door trainer Nicky Hayen ingebracht als vervanger van Romeo Vermant. Dankzij de overwinning pakte Tresoldi meteen zijn eerste prijs in het profvoetbal. Een week later volgde zijn competitiedebuut in de Jupiler Pro League, tijdens de openingswedstrijd van het seizoen tegen KRC Genk in het eigen Jan Breydelstadion.

## Clubstatistieken
| Seizoen                        | Club           | Land               | Competitie        | Competitie | Competitie | Beker | Beker | Supercup | Supercup | Internationaal | Internationaal | Totaal | Totaal |
| Seizoen                        | Club           | Land               | Competitie        | Wed.       | Dlp.       | Wed.  | Dlp.  | Wed.     | Dlp.     | Wed.           | Dlp.           | Wed.   | Dlp.   |
| ------------------------------ | -------------- | ------------------ | ----------------- | ---------- | ---------- | ----- | ----- | -------- | -------- | -------------- | -------------- | ------ | ------ |
| 2021/22                        | Hannover 96 II | Vlag van Duitsland | Regionalliga Nord | 4          | 0          | —     | —     | —        | —        | —              | —              | 4      | 0      |
| 2022/23                        | Hannover 96    | Vlag van Duitsland | 2. Bundesliga     | 13         | 0          | 1     | 0     | —        | —        | —              | —              | 14     | 0      |
| 2022/23                        | Hannover 96 II | Vlag van Duitsland | Regionalliga Nord | 7          | 3          | —     | —     | —        | —        | —              | —              | 7      | 3      |
| 2023/24                        | Hannover 96    | Vlag van Duitsland | 2. Bundesliga     | 30         | 7          | 1     | 0     | —        | —        | —              | —              | 31     | 7      |
| 2024/25                        | Hannover 96    | Vlag van Duitsland | 2. Bundesliga     | 34         | 7          | 1     | 0     | —        | —        | —              | —              | 35     | 7      |
| 2025/26                        | Club Brugge    | Vlag van België    | Eerste klasse A   | 2          | 0          | 0     | 0     | 1        | 0        | 0              | 0              | 3      | 0      |
| Totaal                         | Totaal         | Totaal             | Totaal            | 90         | 17         | 3     | 0     | 1        | 0        | 0              | 0              | 94     | 17     |
| Bijgewerkt tot 5 augustus 2025 |                |                    |                   |            |            |       |       |          |          |                |                |        |        |

## Interlandloopbaan
Nadat Tresoldi had gekozen om voor Duitsland uit te komen, vertegenwoordigde hij diverse nationale jeugdelftallen. Met Duitsland –21 nam hij deel aan een eindtoernooi en speelde hij in totaal 22 jeugdinterlands, waarin hij negen keer wist te scoren. Tijdens deze wedstrijden speelde hij samen met onder anderen Jan Thielmann, Youssoufa Moukoko, Eric Martel en Luca Netz.

### Duitse jeugdelftallen
Op 25 oktober 2022 maakte Tresoldi zijn debuut voor Duitsland –19 tijdens de met 0-1 verloren oefenwedstrijd tegenSpanje. Bondscoach Guido Streichsbier liet hem in de basis starten en haalde hem in de 59e minuut naar de kant voor Keke Topp Tijdens de volgende oefeninterland, op 23 november tegen Polen, scoorde hij zijn eerste doelpunt voor Duitsland. In het met 3-0 gewonnen thuisduel zette hij in de 81e minuut de eindstand op het scorebord. Ondanks zijn doelpunt tegen Slovenië in de kwalificatiewedstrijden wist Duitsland zich niet te plaatsen voor het Europees kampioenschap 2023 op Malta.
In de aanloop naar het Europees kampioenschap voetbal 2025 speelde hij in zes van de tien kwalificatiewedstrijden waarin hij vier keer het net wist te vinden. Hiermee leverde hij een belangrijk aandeel in het ongeslagen bereiken van het eindtoernooi in Slowakije. Bondscoach Antonio Di Salvo nam hem vervolgens op in de definitieve selectie voor het toernooi. Duitsland begon het toernooi sterk door al haar drie groepswedstrijden te winnen: Slovenië werd met 3–0 verslagen, tegen Engeland werd met 2–1 gewonnen, en Tsjechië werd met 4–2 aan de kant gezet. In het duel met de Tsjechen was Tresoldi een van de doelpuntenmakers. In de kwartfinale werd na verlenging met 3–2 gewonnen van Italië, gevolgd door een overtuigende 3–0 overwinning op Frankrijk in de halve finale. In de eindstrijd verloor Duitsland met 3–2 van Engeland. Met uitzondering van de wedstrijd tegen Frankrijk kwam hij in alle knock-outwedstrijden in actie.  
| Jeugdinterlands van Nicolò Tresoldi voor Duitsland () | Jeugdinterlands van Nicolò Tresoldi voor Duitsland () | Jeugdinterlands van Nicolò Tresoldi voor Duitsland () | Jeugdinterlands van Nicolò Tresoldi voor Duitsland () | Jeugdinterlands van Nicolò Tresoldi voor Duitsland () | Jeugdinterlands van Nicolò Tresoldi voor Duitsland () |
| №                                                     | Datum                                                 | Wedstrijd                                             | Uitslag                                               | Soort Wedstrijd                                       | Doelpunten                                            |
| Als speler bij Duitsland –19                          | Als speler bij Duitsland –19                          | Als speler bij Duitsland –19                          | Als speler bij Duitsland –19                          | Als speler bij Duitsland –19                          | Als speler bij Duitsland –19                          |
| ----------------------------------------------------- | ----------------------------------------------------- | ----------------------------------------------------- | ----------------------------------------------------- | ----------------------------------------------------- | ----------------------------------------------------- |
| 1.                                                    | 25 oktober 2022                                       | Duitsland – Spanje                                    | 0 – 1                                                 | Vriendschappelijk                                     |                                                       |
| 2.                                                    | 23 november 2022                                      | Duitsland – Polen                                     | 3 – 0                                                 | Vriendschappelijk                                     | Goal                                                  |
| 3.                                                    | 26 november 2022                                      | Malta – Duitsland                                     | 0 – 7                                                 | Vriendschappelijk                                     | Goal                                                  |
| 4.                                                    | 29 november 2022                                      | Portugal – Duitsland                                  | 2 – 2                                                 | Vriendschappelijk                                     |                                                       |
| 5.                                                    | 22 maart 2023                                         | Duitsland – Italië                                    | 2 – 3                                                 | EK-kwalificatie                                       |                                                       |
| 6.                                                    | 25 maart 2023                                         | Duitsland – België                                    | 1 – 1                                                 | EK-kwalificatie                                       |                                                       |
| 7.                                                    | 28 maart 2023                                         | Duitsland – Slovenië                                  | 0 – 3                                                 | EK-kwalificatie                                       | Goal                                                  |
| 8.                                                    | 10 mei 2023                                           | Denemarken – Duitsland                                | 0 – 0                                                 | Vriendschappelijk                                     |                                                       |
| Als speler bij Duitsland –21                          |                                                       |                                                       |                                                       |                                                       |                                                       |
| 1.                                                    | 8 september 2023                                      | Duitsland – Oekraïne                                  | 2 – 0                                                 | Vriendschappelijk                                     |                                                       |
| 2.                                                    | 22 maart 2024                                         | Duitsland – Kosovo                                    | 0 – 0                                                 | EK-kwalificatie 2025                                  |                                                       |
| 3.                                                    | 26 maart 2024                                         | Duitsland – Israël                                    | 2 – 0                                                 | EK-kwalificatie 2025                                  |                                                       |
| 4.                                                    | 4 september 2024                                      | Israël – Duitsland                                    | 1 – 5                                                 | EK-kwalificatie 2025                                  | Goal · Goal                                           |
| 5.                                                    | 10 september 2024                                     | Estland – Duitsland                                   | 1 – 10                                                | EK-kwalificatie 2025                                  | Goal                                                  |
| 6.                                                    | 11 oktober 2024                                       | Duitsland – Bulgarije                                 | 2 – 1                                                 | EK-kwalificatie 2025                                  |                                                       |
| 7.                                                    | 15 oktober 2024                                       | Polen – Duitsland                                     | 3 – 3                                                 | EK-kwalificatie 2025                                  | Goal                                                  |
| 8.                                                    | 15 november 2024                                      | Duitsland – Denemarken                                | 3 – 0                                                 | Vriendschappelijk                                     | Goal                                                  |
| 9.                                                    | 19 november 2024                                      | Frankrijk – Duitsland                                 | 2 – 2                                                 | Vriendschappelijk                                     |                                                       |
| 10.                                                   | 21 maart 2025                                         | Slowakije – Duitsland                                 | 0 – 1                                                 | Vriendschappelijk                                     |                                                       |
| 11.                                                   | 25 maart 2025                                         | Duitsland – Spanje                                    | 3 – 1                                                 | Vriendschappelijk                                     |                                                       |
| 12.                                                   | 12 juni 2025                                          | Duitsland – Slovenië                                  | 3 – 0                                                 | Europees kampioenschap voetbal 2025 (poule)           |                                                       |
| 13.                                                   | 15 juni 2025                                          | Tsjechië – Duitsland                                  | 2 – 4                                                 | Europees kampioenschap voetbal 2025 (poule)           | Goal                                                  |
| 14.                                                   | 18 juni 2025                                          | Engeland – Duitsland                                  | 1 – 2                                                 | Europees kampioenschap voetbal 2025 (poule)           |                                                       |
| 15.                                                   | 22 juni 2025                                          | Duitsland – Italië                                    | 3 – 2 (n.v.)                                          | Europees kampioenschap voetbal 2025 (kwartfinale)     |                                                       |
| 16.                                                   | 28 juni 2025                                          | Engeland – Duitsland                                  | 3 – 2 (n.v.)                                          | Europees kampioenschap voetbal 2025 (finale)          |                                                       |
| Bijgewerkt tot 5 augustus 2025                        |                                                       |                                                       |                                                       |                                                       |                                                       |

## Erelijst
| Winnaar Belgische Supercup | 1x | 2025/26 |

## Persoonlijk
Tresoldi werd geboren in Cagliari op het eiland Sardinië  en is de zoon van voormalig Italiaans profvoetballer Emanuele Tresoldi. Zijn moeder is Argentijns. In september 2017 verhuisde hij met zijn ouders naar Duitsland. Daar werd hij toegelaten tot de elitevoetbalschool KGS Hemmingen, waar ook bekende spelers als  Per Mertesacker, Sebastian Kehl en Waldemar Anton hun opleiding genoten. Op dat moment speelde hij nog op hoog niveau tennis, maar na kennismaking met het voetbal op deze school besloot hij de overstap naar deze balsport te maken.